# Soul (Film)
Soul ist ein computeranimierter Abenteuer-Trickfilm der Pixar Animation Studios von Pete Docter, der im Oktober 2020 beim London Film Festival seine Premiere feierte und am 25. Dezember 2020 bei Disney+ veröffentlicht wurde. Im Rahmen der Oscarverleihung 2021 wurde Soul als bester Animationsfilm ausgezeichnet.

## Handlung
Joe Gardner hat die Jazzmusik in den Mittelpunkt seines Lebens gestellt. Sie ist alles, worüber er spricht, alles, worüber er nachdenkt. Er arbeitet als Musiklehrer in New York City, hat aber schon immer davon geträumt, als Jazzmusiker auf einer großen Bühne zu spielen. An dem Tag, an dem ihm ein Lehrauftrag in Vollzeit mit Sozialleistungen und Rentenanspruch angeboten wird, erhält er auch einen Anruf von seinem ehemaligen Schüler Curley, der nun ein erfolgreicher Schlagzeuger ist und ihn bittet, in den urbanen Musikclub Half Note zu kommen, da sie einen Pianisten brauchen, um an diesem Abend mit der berühmten Dorothea Williams, einer Ikone des Jazz, zu spielen. Joe ignoriert die Bitten seiner Mutter Libba, die noch immer die Wäsche für ihren Sohn wäscht und als Näherin eine Schneiderei betreibt, die Vollzeitstelle anzunehmen und seinen Traum, Jazzmusiker zu werden aufzugeben. Er eilt zum Vorspielen in den Club und kann Williams beeindrucken, die ihm sagt, er solle sich für den Auftritt einen neuen Anzug zulegen.

In Joes Eingebung nach Frage nach dem Sinn des Lebens erscheint ihm insbesondere das Bild des Universums

Aufgeregt eilt Joe durch die Straßen der Stadt – bis ihm ein fehlender Kanaldeckel zum Verhängnis wird. Er fällt in das Loch und landet in einer anderen Dimension, wobei Joes „Seele“ von seinem Körper getrennt wird, und steht als Seele im „Jenseits“ auf einem Förderband, das sich auf ein Licht zubewegt. Joe will sich seinen großen Tag nicht durch seinen plötzlichen Tod verderben lassen, springt ab und landet an einem Ort namens „Davorseits“, wo Seelen ihre Leidenschaften ausbilden und ihnen ihre Persönlichkeiten zugewiesen werden, bevor sie zu einem neugeborenen Kind reisen. Hier trifft Joe auf 22, eine Seele mit einer trüben Sicht auf das Leben, die noch keinen Körper bewohnt hat und sich hartnäckig weigert, das „Du-Seminar“ zu verlassen. Nicht einmal Mentoren wie Muhammad Ali, Mutter Theresa, Marie Antoinette, Gandhi oder Carl Jung konnten sie davon überzeugen. Joe wird infolge einer Verwechslung zum neuen Mentor der Seele 22. Subjektiv beeinflusst, versucht Joe, Seele 22 von Jazzmusik als Leidenschaft zu überzeugen. Er ist fest entschlossen, am Abend mit Dorothea Williams im Club zu spielen.
Mithilfe einiger Mystiker, die auf ihrem Schiff unterwegs sind, um verirrte Seelen zu retten, gelangt Joe gemeinsam mit 22 auf die Erde zurück. Dabei kommt es aber zu einem Fehler: Joe landet im Körper einer Katze, 22 findet sich in Joes Körper wieder. Es folgt ein Wettlauf gegen die Zeit. Gemeinsam hetzen sie durch New York, erhalten von Joes Mutter einen neuen Anzug und schaffen es gerade noch rechtzeitig zum Auftritt. Unmittelbar davor landet 22 jedoch wieder in die Zwischenwelt, nachdem ein metaphysisches Wesen der Fehler aufgefallen war und versuchte ihn zu korrigieren.
Nachdem Joe seinen Auftritt erfolgreich absolviert hat, findet er sich auf dem Rückweg nach Hause in der U-Bahn wieder und betrachtet sein Spiegelbild in der Scheibe. Dabei empfindet er unerwartetes Gefühl von Leere, kurz nachdem er das größte Ziel seines Lebens doch noch erreicht hat. Zu Hause angekommen setzt sich Joe intuitiv ans Klavier und bemerkt Gegenstände in seiner Hosentasche. 22 hat sie im Laufe des Tages gesammelt hat und als Erinnerung daran behalten, wie es ist, in einer Großstadt zu leben, Schuhe zu tragen, mit der U-Bahn zu fahren, Pizza zu essen und zum ersten Mal einen Haarschnitt zu bekommen. Daraufhin fängt Joe an, sein Klavier zu spielen und gelangt auf diese Weise in die Zwischenwelt, in der 22 als verirrte Seele gefangen war. Am Ende ist 22 bereit, den Weg ins Leben anzutreten. Joe ist dafür bereit zu sterben, erhält aber eine zweite Chance und darf sein Leben fortsetzen.

## Produktion

### Stab, Idee und Sprecher

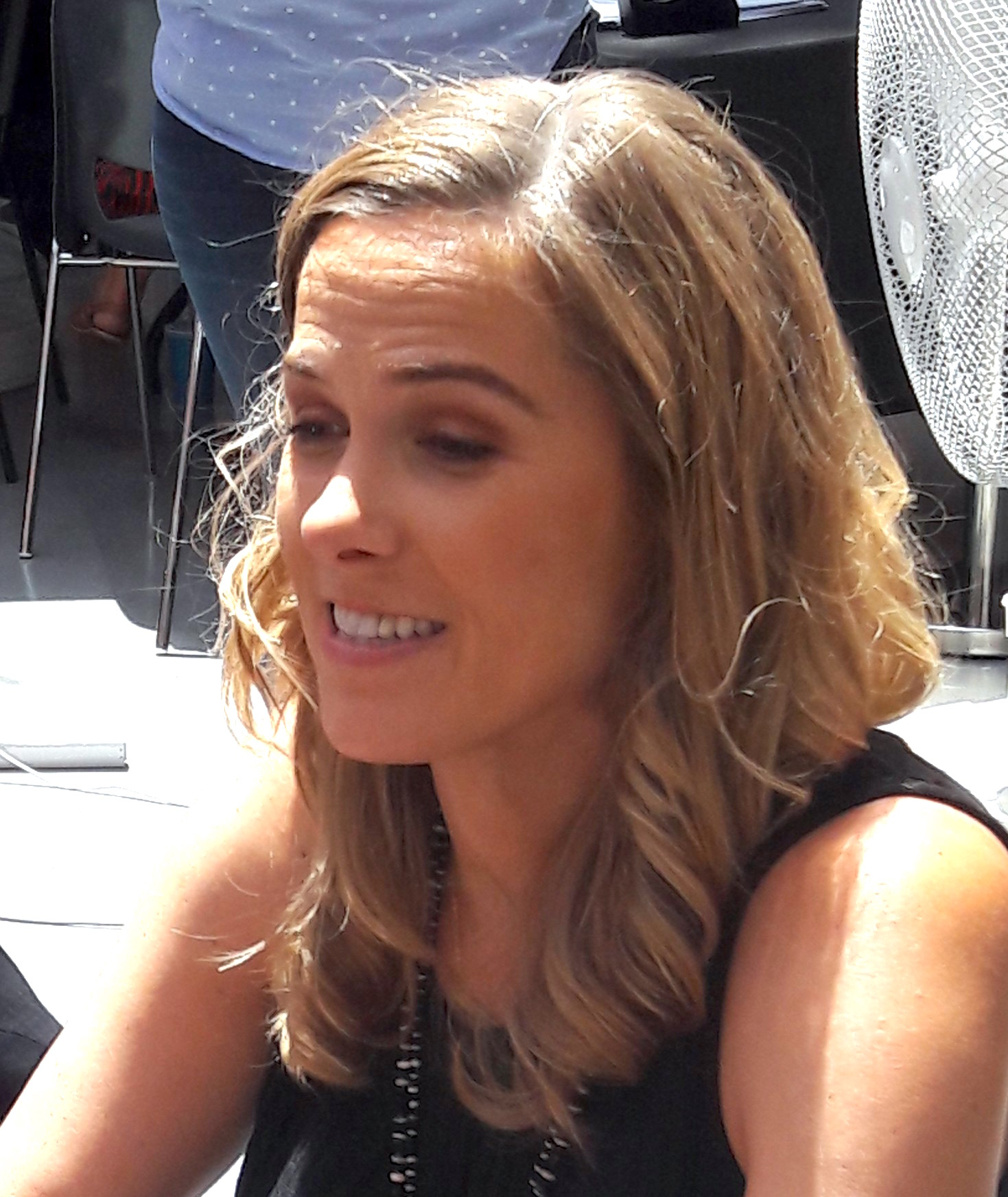
Soul ist der erste Film, bei dem Dana Murray als Produzentin fungierte

Anfang 2016 wurde bekannt gegeben, dass Pete Docter, der für Pixar zuletzt bereits Oben und Alles steht Kopf realisierte, an einem neuen Film arbeitete. Den Titel des Films gab Pixar im Juni 2019 bekannt. Der Film sollte sich mit universellen Fragen der menschlichen Spezies beschäftigen, also woher Emotionen, Vorlieben und persönliche Interessen kommen und was es genau ist, was einen selbst ausmacht. Docter, der mit Musik aufgewachsen ist und dessen beide Schwestern professionelle Musikerinnen und deren Eltern Musikpädagogen sind, erklärte, die in den Herstellungsprozess des Films involvierten Mitglieder seines Teams hätten mit dem von ihnen animierten Instrument oft selbst Erfahrungen gesammelt oder hätten zumindest eine große Wertschätzung für dieses empfunden. In Vorbereitung auf den Film besuchten er und sein Team Clubs in New York und sprachen mit Musikern über deren beruflichen Werdegang.
Es handelt sich bei Soul um den ersten Pixar-Film mit einem schwarzen Charakter als Protagonist, was insbesondere dem afroamerikanischen Drehbuchautor Kemp Powers zu verdanken ist. Zudem handelt es sich bei Soul um den ersten Film, bei dem Dana Murray als Produzentin fungierte, die in anderen Funktionen auch an der Herstellung der Pixar-Filme Oben und Ratatouille beteiligt war.

### Besetzung und Synchronisation
Jamie Foxx spricht den Musiklehrer Joe Gardner, Phylicia Rashād leiht dessen Mutter Libba ihre Stimme. Zu den weiteren Sprechern gehören Tina Fey als 22, Daveed Diggs als Joes Nachbar Paul und Questlove, der die Rolle des früheren Schülers von Joe und Schlagzeugers Curley übernommen hat. Der Ire Graham Norton übernahm die Sprechrolle von Moonwind.
Bei der Synchronisation, die von der FFS Film- & Fernseh-Synchron GmbH in Auftrag gegeben wurde, war Alexander Löwe für Dialogbuch verantwortlich, Leonhard Mahlich für die Dialogregie.
| Rolle               | Originalsprecher | Deutscher Sprecher  |
| ------------------- | ---------------- | ------------------- |
| Joe Gardener        | Jamie Foxx       | Charles Rettinghaus |
| 22                  | Tina Fey         | Anna Carlsson       |
| Fachberaterin Jerry | Alice Braga      | Magdalena Turba     |
| Fachberater Jerry   | Richard Ayoade   | Jaron Löwenberg     |
| Terry               | Rachel House     | Daniel Zillmann     |
| Moonwind            | Graham Norton    | Frank Schaff        |
| Paul                | Daveed Diggs     | Kaze Uzumaki        |
| Libba               | Phylicia Rashād  | Marianne Groß       |
| Connie              | Cora Champommier | Lilly Fröhlich      |
| Curley              | Questlove        | Tobias Schmidt      |
| Dez                 | Donnell Rawlings | Björn Schalla       |
| Direktorin Arroyo   | Jeannie Tirado   | Uschi Hugo          |
| Dorian              | Dorian Lockett   | Matti Klemm         |
| Dorothea Williams   | Angela Bassett   | Arianne Borbach     |

### Filmmusik, Marketing und Veröffentlichung

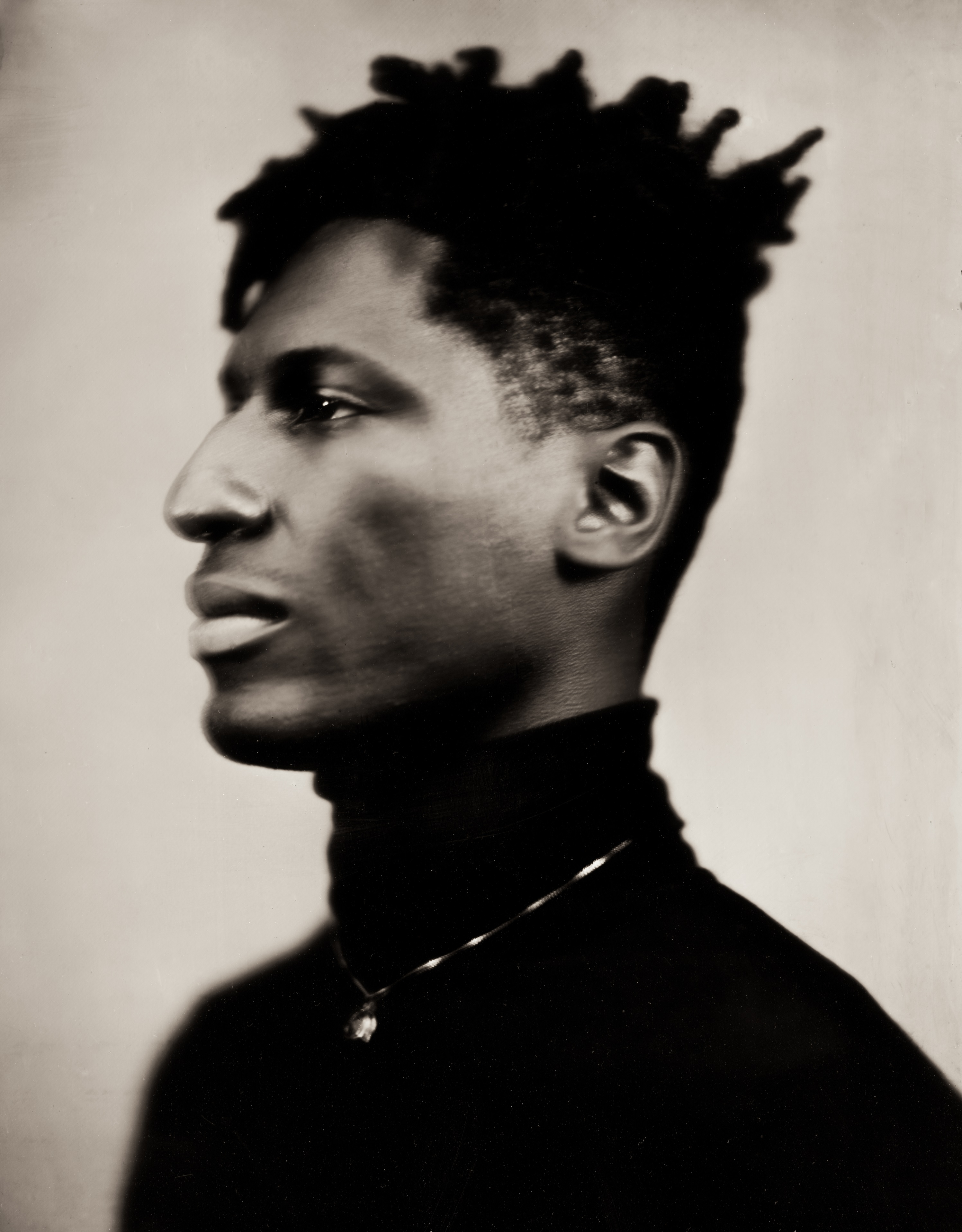
Jon Batiste steuerte die Jazz-Musik für Soul bei

Die Filmmusik komponierten Trent Reznor und Atticus Ross, während Jon Batiste Jazzstücke für den Film schrieb. Walt Disney Records hatte für den 18. Dezember 2020 die Veröffentlichung von zwei separaten Soundtrack-Alben angekündigt. Eines enthält die Originalfilmmusik von Reznor und Ross, das andere die Kompositionen von Batiste.
Anfang November 2019 wurde ein erster Trailer vorgestellt. Ursprünglich sollte der Film am 19. Juni 2020 in die US-amerikanischen und am 1. Oktober 2020 in die deutschen Kinos kommen. Aufgrund der COVID-19-Pandemie wurde der US-Starttermin allerdings zunächst auf den 20. November 2020 verschoben. Der Kinostart in Deutschland sollte am 26. November 2020 erfolgen. Anfang Juni 2020 wurde bekannt, dass sich Soul unter den vier Animationsfilmen in der „offiziellen Selektion“, einer Auswahl von 56 Filmen der ursprünglich für Mai 2020 geplanten Filmfestspiele von Cannes befindet, die aufgrund der Coronavirus-Pandemie in ihrer gewohnten Form abgesagt wurden.
Letztlich feierte der Film am 11. Oktober 2020 beim London Film Festival seine Premiere. Nach dem abgesagten, weltweiten Kinostart im Oktober 2020 wurde Soul am 25. Dezember 2020 exklusiv bei Disney+ veröffentlicht. Anders als bei Mulan müssen die Abonnenten des Dienstes allerdings keine zusätzlichen Gebühren bezahlen. Lediglich in Ländern, in denen der Streamingdienst noch nicht erschienen ist, kam der Film in die Kinos, so ebenfalls am 25. Dezember 2020 in die chinesischen.

## Rezeption

### Altersfreigabe und Filmgenre
In Deutschland wurde der Film von der FSK ohne Altersbeschränkung freigegeben. Pixars 23. abendfüllender Spielfilm sei nur bedingt für ganz junge Zuschauer geeignet, da diese nicht bloß einzelne Gags und Subtexte nicht verstehen dürften, sondern der Handlung erst dann folgen können, wenn sie ein Gespür für die hier an den Tag gelegte Abstraktion menschlicher Charakterzüge besitzen, so Filmkritikerin Antje Wessels. Mit seiner klugen Botschaft hebe sich Soul auch vom „Glaub an deine Träume!“-Einheitsbrei gängiger Familienunterhaltung ab. Dan Rubins führt weiter aus, Handlungselemente, die im Zusammenhang mit Joes Midlife-Crisis stehen, würden bei Kindern wahrscheinlich nicht auf Resonanz treffen. Wo früher in Pixar-Filmen Erwachsene auf eine Reise mitgenommen wurden, müssten sich bei Soul nun die Kinder darauf einlassen. Jörg Gerle vom Filmdienst bemerkt, auch wenn Soul von nicht weniger als vom Menschwerden, von Individuation und vom Sinn des Lebens erzähle, beginne mit dem Seelentausch nach gut einem Drittel des Films aber jene Geschichte, die auch jüngeren Zuschauern unglaublich viel Spaß machen dürfte, wenn es um Verwechslungen, um Pointen, um Action und um eine sprechende Katze geht.

### Kritiken und Einspielergebnis
Der Film konnte bislang 95 Prozent aller Kritiker bei Rotten Tomatoes überzeugen und erhielt hierbei eine durchschnittliche Bewertung von 8,3 der möglichen 10 Punkte, womit er aus den 21. Annual Golden Tomato Awards als Sieger in der Kategorie Animated Movies der Filme des Jahres 2020 hervorging. Auf Metacritic erhielt Soul einen Metascore von 83 von 100 möglichen Punkten.
Die Filmkritikerin Antje Wessels schreibt, die bereits in Alles steht Kopf angewandten Ideen zur Darstellung des nicht Darstellbaren fänden sich auch im Figurendesign von Soul wieder. Protagonist Joe Gardner und die Welt, in der er lebt, entsprächen zwar noch einer weitestgehend wirklichkeitsgetreuen Nachbildung des Menschen und seiner Lebensrealität. Doch wenn es ihn ins sogenannte „Davorseits“ verschlägt, seien der Kreativität keine Grenzen gesetzt. Wie in Alles steht Kopf gebe es auch in Soul Figuren, die eine figürliche Darstellungsform erfahren, die einzig und allein dazu dient, um für den menschlichen Verstand greifbar zu sein. Neben dem Animationskonzept hebt Wessels zudem die kleinen Details hervor, die die Quintessenz von Soul ausmachten: „Wie es den Machern etwa gelungen ist, 22s Faszination für ganz alltägliche Dinge wie etwa Pizzageschmack oder zwischenmenschliche Kommunikation aus dem Blickwinkel eines Menschen einzufangen, der die Welt gerade zum aller ersten Mal mit eigenen Augen sieht, ist schier überwältigend.“
Pascal Scherrer vom Schweizer Nachrichtenportal Watson meint, der visuelle Stil des „Du“-Seminars sei so einzigartig und anders, dass man ihn unmöglich beschreiben könne, sei aber angenehm fremd. Auch die Geschichte selbst finde erfrischend neue Ansätze, die alle miteinander verwoben seien, oft auf sehr witzige Weise. Dabei vermeide es Soul, mit abgedroschenen Metaphern oder dem mahnenden Zeigefinger zu langweilen. Auch wenn es auf die Frage nach dem Sinn des Lebens keine befriedigende Antwort geben mag, liefere Soul eine, mit der sicher alle von uns leben können, so Scherrer, und unter dem Strich sei der Film eine Liebeserklärung an die Passion für eine Sache, an die Menschen und an das Leben selbst.

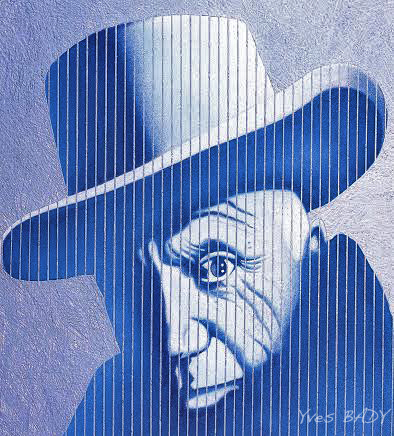
Kritiker bemerkten die Ähnlichkeit der Gestaltung der Seelen mit Zeichnungen von Pablo Picasso

Jason Solomons von The Wrap findet, so philosophisch und thematisch komplex es auch klingen mag, die Klarheit der Animationsstile und der messerscharfe Expository-Dialog ließen alles in Soul vollkommen vernünftig erscheinen: „Dies ist ein Cartoon für Kinder jeden Alters, der untersucht, wie die menschliche Persönlichkeit geformt wird und wie Entscheidungen, Träume und kreative Funken unser Leben beeinflussen.“ Der Film fühle sich nicht mit Ideen überfüllt an, dennoch lasse er ein paar Fragen offen.
Alex Godfrey vom Empire Magazine hebt in seiner Kritik die Gestaltung der Charaktere „Jerry“ und „Terry“ hervor, die Picasso-Zeichnungen ähneln und geschickt eingesetzt würden, besonders als „Terry“ in New York ankommt und sich genial in einer U-Bahn-Station tarnt. Das Design des menschlichen Charakters sei noch wundervoller, voller nuancierter Persönlichkeit. Soul sei vielleicht Pixars exquisitester Film, so Godfrey, und die Kameramänner Matt Aspbury und Ian Megibben füllten beide Welten mit zum Sterben schönen Texturen. Das gezeigte New York sei nur ein Quäntchen von der Realität entfernt und so authentisch und liebevoll ausgeführt, dass man es fühlen könne. Alles sei herrlich lebendig, was zu einem Film passe, der eine Ode an das Leben ist. Clarisse Loughrey beschreibt das „Du-Seminar“ im Independent als ein weiches Bett aus Bonbonfarben und Wolken und sei einer der reinsten und schönsten Orte, die Pixar jemals vorgestellt hat. Auch Loughrey fühlt sich dabei an Picasso-Gemälde erinnert. Die Darstellung von „Terry“ wurde andererseits auch als Referenz an den Cartoon La Linea von Osvaldo Cavandoli aus dem Jahr 1971 erkannt.
Leslie Felperin von The Hollywood Reporter schreibt, Soul scheine darauf bedacht zu sein, eine Art humanistische nichtkonfessionelle Cartoon-Kosmologie zu entwerfen, die einer Mischung aus Christentum und buddhistischen Vorstellungen entspricht. Letztlich handele es sich jedoch um einen Film, der sich mehr mit Jazz und dessen Spirit befasst, also „Soul“ im wahrsten Sinne des Wortes. Kaleem Aftab von IndieWire schreibt, Joes „Schwarzsein“ werde nicht zu einem Nebenproblem degradiert, diese sei in die Essenz des Charakters eingebrannt und werde als ein entscheidender Aspekt seiner Menschlichkeit behandelt.
In den chinesischen Kinos konnte der Film bislang rund 58 Millionen US-Dollar einspielen, weltweit rund 116 Millionen US-Dollar. Damit befindet er sich in der Liste der finanziell erfolgreichsten Kinofilme des Jahres 2020 auf Platz 18. In den USA war er zudem der meist gestreamte Film im ersten Quartal 2021.

### Auszeichnungen (Auswahl)
Vom American Film Institute wird Soul zu einem der zehn „Movies of the Year 2020“ gezählt. Der Film befindet sich auch in der Vorauswahl für die British Academy Film Awards 2021. Im Folgenden eine Auswahl weiterer Nominierungen und Auszeichnungen.
AACTA International Awards 2021
- Nominierung für die Beste Regie (Pete Docter)[34]

African-American Film Critics Association Awards 2021
- Auszeichnung als Bester Animationsfilm[35]

Alliance of Women Film Journalists Awards 2020
- Auszeichnung als Bester Animationsfilm
- Auszeichnung als Beste animierte Frau (Tina Fey als „22“)[36]

Annie Awards 2021
- Auszeichnung als Bester Film
- Nominierung für die Beste Regie (Peter Docter & Kemp Powers)
- Auszeichnung für das Beste Drehbuch (Peter Docter, Kemp Powers und Mike Jones)
- Auszeichnung für die Besten Effekte (Tolga Göktekin, Carl Kaphan, Hiroaki Narita, Enrique Vila, Kylie Wijsmuller)
- Auszeichnung für die Beste Figurenanimation (Michal Makarewicz)
- Nominierung für das Beste Figurendesign (Daniel López Muñoz)
- Auszeichnung für die Beste Musik (Trent Reznor, Atticus Ross und Jon Batiste)
- Nominierung für das Beste Szenenbild (Steve Pilcher, Albert Lozano, Paul Abadilla & Bryn Imagire)
- Auszeichnung für das Beste Storyboarding (Trevor Jimenez)
- Auszeichnung für den Besten Schnitt (Kevin Nolting, Gregory Amundson, Robert Grahamjones & Amera Rizk)[37][38]

Art Directors Guild Awards 2021
- Auszeichnung in der Kategorie Animated Feature Film (Steve Pilcher)[39]

Artios Awards 2021
- Auszeichnung in der Kategorie Animation[40]

Black Film Critics Circle Awards 2021
- Auszeichnung als Bester Animationsfilm[41]

Black Reel Awards 2021
- Auszeichnung für die Beste Synchronleistung (Jamie Foxx)
- Auszeichnung für die Beste Filmmusik (Trent Reznor, Atticus Ross und Jon Batiste)
- Nominierung als Bester Film
- Nominierung für das Beste Drehbuch (Peter Docter, Kemp Powers und Mike Jones)
- Nominierung für die Beste Synchronleistung (Angela Bassett)
- Nominierung für die Beste Synchronleistung (Phylicia Rashād)[42][43]

British Academy Film Awards 2021
- Auszeichnung als Bester Animationsfilm
- Auszeichnung für die Beste Filmmusik (Trent Reznor, Atticus Ross und Jon Batiste)
- Nominierung für den Besten Ton (Coya Elliott, Ren Klyce und David Parker)[44][45]

Chicago Film Critics Association Awards 2020
- Auszeichnung für die Beste Filmmusik (Trent Reznor, Atticus Ross und Jon Batiste)
- Nominierung für das Beste Originaldrehbuch (Peter Docter, Kemp Powers und Mike Jones)
- Nominierung als Bester Animationsfilm[46][47]

Critics’ Choice Movie Awards 2021
- Auszeichnung für die Beste Filmmusik (Trent Reznor, Atticus Ross und Jon Batiste)

Critics’ Choice Super Awards 2021
- Auszeichnung als Bester Animationsfilm
- Auszeichnung als Bester Voice Actor in einem Animationsfilm (Jamie Foxx)
- Auszeichnung als Beste Voice Actress in einem Animationsfilm (Tina Fey)[48]

Eddie Awards 2021
- Auszeichnung für den Besten Schnitt in einem Animationsfilm (Kevin Nolting)[49]

Florida Film Critics Circle Awards 2020
- Auszeichnung als Bester Animationsfilm
- Auszeichnung für die Beste Filmmusik (Trent Reznor, Atticus Ross und Jon Batiste)
- Nominierung für das Beste Drehbuch (Peter Docter, Kemp Powers und Mike Jones)[50][51]

Golden Globe Awards 2021
- Auszeichnung als Bester Animationsfilm
- Auszeichnung für die Beste Filmmusik (Trent Reznor, Atticus Ross und Jon Batiste)[52]

Grammy Awards 2022
- Nominierung als Best Score Soundtrack for Visual Media (Trent Reznor, Atticus Ross und Jon Batiste)
- Nominierung als Best Jazz Instrumental Album (Jon Batiste)[53]

Golden Reel Awards 2021
- Auszeichnung für den Besten Tonschnitt in einem Animationsfilm[54]

London Critics’ Circle Film Awards 2021
- Nominierung für die Beste technische Leistung (Peter Docter)[55]

Los Angeles Film Critics Association Awards 2020
- Auszeichnung für die Beste Filmmusik (Trent Reznor und Atticus Ross)
- Runner-Up als Bester Animationsfilm[56]

MTV Movie & TV Awards 2021
- Nominierung als Bester Film[57]

NAACP Image Awards 2021
- Auszeichnung als Bester Animationsfilm
- Auszeichnung für die Beste Voiceover-Darbietung (Jamie Foxx)
- Auszeichnung für das Beste Soundtrack-Album (Trent Reznor, Atticus Ross, Jon Batiste und Tom MacDougall)
- Auszeichnung für das Beste instrumentale Jazz-Album (Jon Batiste)
- Nominierung für das Beste Drehbuch (Pete Docter, Kemp Powers und Mike Jones)
- Nominierung für die Beste Voiceover-Darbietung (Questlove)
- Nominierung für die Beste Voiceover-Darbietung (Angela Bassett)
- Nominierung für die Beste Voiceover-Darbietung (Phylicia Rashād)
- Nominierung als Bestes Schauspielensemble[58][59]

National Board of Review Awards 2021
- Auszeichnung als Bester Animationsfilm
- Aufnahme in die Top 10[60]

Nickelodeon Kids’ Choice Awards 2021
- Auszeichnung als Bester Animationsfilm
- Nominierung als Bester Synchronsprecher in einem Animationsfilm (Tina Fey)
- Nominierung als Bester Synchronsprecher in einem Animationsfilm (Jamie Foxx)[61][62]

Online Film Critics Society Awards 2021
- Auszeichnung als Bester animierter Spielfilm
- Auszeichnung für die Beste Filmmusik (Trent Reznor und Atticus Ross)
- Nominierung als Bester Film[63]

Oscarverleihung 2021
- Auszeichnung als Bester Animationsfilm
- Auszeichnung für die Beste Filmmusik (Jon Batiste, Trent Reznor und Atticus Ross)
- Nominierung für den Besten Ton (Ren Klyce, Coya Elliott und David Parker)

Producers Guild of America Awards 2021
- Auszeichnung als Bester Animationsfilm (Dana Murray)[64]

Satellite Awards 2020
- Nominierung als Bester Animationsfilm
- Nominierung für das Beste Originaldrehbuch (Pete Docter, Kemp Powers und Mike Jones)

Sunset Film Circle Awards 2020
- Nominierung für die Beste Filmmusik (Trent Reznor und Atticus Ross)[65]

VES Awards 2021
- Auszeichnung für die Besten visuellen Effekte in einem Animationsfilm
- Auszeichnung als Beste animierte Figur in einem Animationsfilm („Terry“)
- Auszeichnung für die Beste animierte Umgebung in einem Animationsfilm („You Seminar“)
- Auszeichnung für die Beste virtuelle Kameraarbeit (Matt Aspbury und Ian Megibben)
- Auszeichnung für die Beste Simulation von Effekten in einem Animationsfilm[66][67]

World Soundtrack Awards 2021
- Nominierung als Film Composer of the Year (Trent Reznor, Atticus Ross und Jon Batiste)[68]